# Schwarze Pockau
Die Schwarze Pockau (tschechisch Černá, auch Schwarzwasser genannt) ist ein linker Nebenfluss der Flöha im Erzgebirge. Der nahezu unverbaute Wildbach mit einer Länge von 33 km ist bekannt durch seine Schlucht im mittleren Talabschnitt (Kerbsohlental).
Die aus Mooren zufließenden dunklen Wässer färben den Fluss dunkel. Der Name Pockau, der in ähnlicher Form bereits 1292 erwähnt wurde, stammt vermutlich aus dem Tschechischen und bedeutet entgegengesetzt, also von Böhmen aus nach Norden abfließendes Wasser.

## Verlauf
Die Schwarze Pockau entspringt 890 m ü. NHN in einem Hochmoor nordöstlich des Jelení hora (Haßberg) im böhmischen Teil des Erzgebirges. Hier entsteht auch die nach Tschechien abfließende Chomutovka (Assigbach).
Nach 500 Metern erreicht sie an der alten Verbindungsstraße zwischen Přísečnice (Preßnitz) und Kalek (Kallich) die deutsch-tschechische Grenze und durchfließt den Satzunger Gemeindeteich. Fortan markiert sie bis einschließlich der Ortslage von Kühnhaide auf 13 km Länge die Staatsgrenze. In diesem Abschnitt passiert sie die Dörfer Satzung (das ehemals gegenüber auf böhmischer Seite gelegene Dorf Ulmbach (Jilmová) wurde nach 1945 abgetragen) und Reitzenhain (das ehemals gegenüber auf böhmischer Seite gelegene Dorf Reizenhain (Pohraniční) wurde ebenfalls wüst).
Aus dem Floßteich an der Neue-Welt-Mühle in Reitzenhain leitete der Reitzenhainer Zeuggraben Aufschlagwasser aus der Schwarzen Pockau bis zu den einstigen Bergwerken bei Marienberg. Am östlichen Ortsende von Kühnhaide wird ebenfalls Wasser abgeleitet: Der zum Bewandern geeignete Grüne Graben führte einst Aufschlagwasser für den Bergbau auf dem Wildsberg bei Pobershau. Auch das ehemals gegenüber auf böhmischer Seite gelegene Dorf Kienhaid (Načetín I) wurde aufgelassen. Östlich von Kühnhaide ändert der Fluss seine Hauptrichtung von Nordost nach Norden.

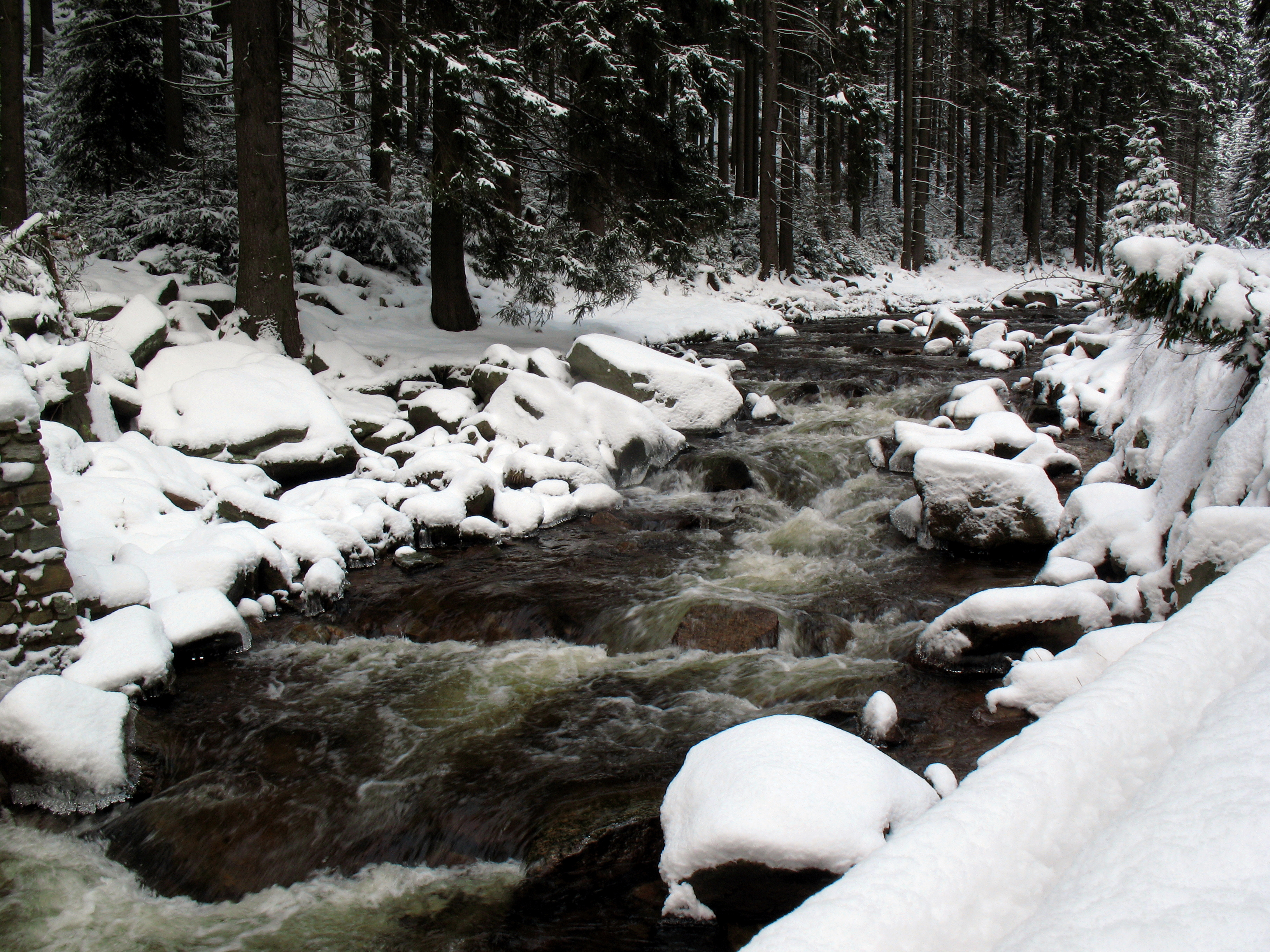
Schwarzwassertal zwischen Kühnhaide und Pobershau

Das anschließende Tal bis zur Kniebreche, das schluchtartige Schwarzwassertal, gehört zu den landschaftlich reizvollsten deutschen Mittelgebirgstälern und steht unter Naturschutz (NSG Schwarzwassertal). Im südlichen Abschnitt war um 1985 eine Talsperre mit 3,5 Mio m³ Stauraum geplant, der auch Kühnhaide zum Opfer gefallen wäre. Die Pläne wurden jedoch aufgegeben.
Zwischen Kühnhaide (750 m NN) und Neusorge (450 m NN) hat sich das blockreiche Flussbett mit den aus Seitentälern herabrauschenden Wasserfällen tief in die Gneise des pultartig angekippten Erzgebirges eingeschnitten (140 m Gefälle auf 5 km Flusslauf). Ein bemerkenswerter geologischer Aufschluss, welcher die Verbandsverhältnisse verschiedener Gneisgruppen des Erzgebirges zeigt, liegt südöstlich von Hinterer Grund an der Felswand unterhalb der Vogeltoffelfelsenaussicht (Geotoptafel an der Aussichtsplattform).
Beim Durchqueren dieses schluchtenartigen Abschnitts des Schwarzwassertals werden links und rechts der Ufer, bzw. in unmittelbarer Nähe, historisch bedeutsame Zeugnisse der Besiedlung des Erzgebirges passiert. So die abgegangenen Burgen Nonnenfelsen und Liebenstein sowie die mit letzterer vermutlich in Verbindung stehende Wüstung Ullersdorf. Des Weiteren zeigen steil aufragende Felsen (Teufelsmauer, Nonnenfelsen, Katzenstein und Ringmauer) die starke Erosionswirkung des Flusses.

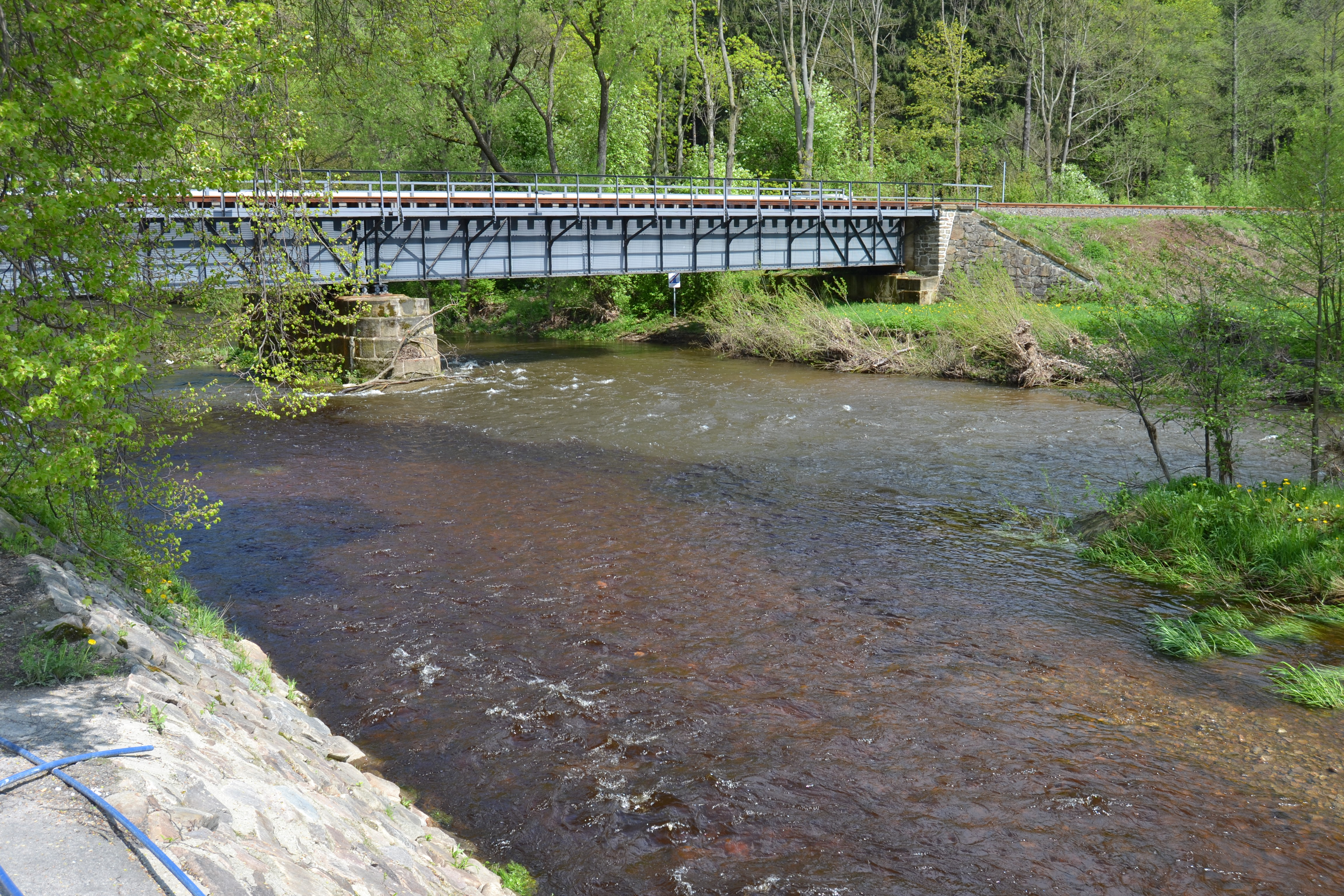
Mündung der Schwarzen Pockau in die Flöha in Pockau

Im abgelegenen Pobershauer Ortsteil Hinterer Grund wird über einen künstlichen Graben eine Wasserkraftanlage gespeist. Hier befindet sich die Naturschutzstation Pobershau, die verschiedene Angebote für Naturinteressierte bereithält. An der Kniebreche bei Rittersberg mündet die Rote Pockau ein. Ab dort wurde sie in alten Karten nur noch als Pockau oder Große Pockau bezeichnet.
Nördlich der Kniebreche liegen beiderseits des Verlaufs wiederum historisch bedeutsame Zeugnisse der Besiedelung. Am rechten Ufer, in der Nähe der Stadt Zöblitz, befindet sich die abgegangene Burg Nidberg auf dem sich über 50 Meter über der Talsohle erhebenden Löwenkopffelsen. Am linken Ufer befindet sich die auf einem Gleithang liegende Wüstung Schwedengraben, eine ehemals bergmännische Ansiedlung.
Bei Niederlauterstein passiert die Schwarze Pockau die Ruine der Burg Lauterstein. Weiter nördlich fließen der bei Ansprung entspringende Knesenbach und nahe der Strobel-Mühle der Lauterbach zu, wo zeitweise ebenfalls die Wasserkraft genutzt wurde. Bei Zöblitz befindet sich ein Pegel des Sächsischen Landesamtes für Umwelt, Landwirtschaft und Geologie; seine aktuellen Durchfluss- und Wasserstandsmesswerte sind im Internet abrufbar. In der Gemeinde Pockau mündet die Schwarze Pockau schließlich in die Flöha.

## Nutzung

### Wasserkraft
Neben den für den Bergbau angelegten historischen Gräben bestehen Wehranlagen zur Nutzung der Wasserkraft. In Betrieb sind die Wasserkraftanlagen
- bei Fluss-km 0,63 in Pockau, ein Klappen-  und teils festes Wehr mit 500 m Ausleitungsstrecke,
- bei Fluss-km 2,37 bei Pockau, ein Klappenwehr mit 500 m Ausleitung,
- Kniebreche bei Fluss-km 8,11 in Rittersberg, ein Schlauchwehr von 11,5 m Breite und 2,3 m Höhe, mit 600 m Ausleitung und einem Rückstau von 70 m,
- Hinterer Grund bei Fluss-km 12,5, ein Wehr mit 0,4 m Höhe und 1000 m Ausleitung und
- Grüner Graben bei Fluss-km 19,9.

Sie sind wegen ihrer Auswirkungen auf das Flussbett und Behinderung der Gewässerdurchgängigkeit umstritten, jedoch nur ein Teil der insgesamt 29 Querbauwerke im Flussbett.

### Tourismus und Sport

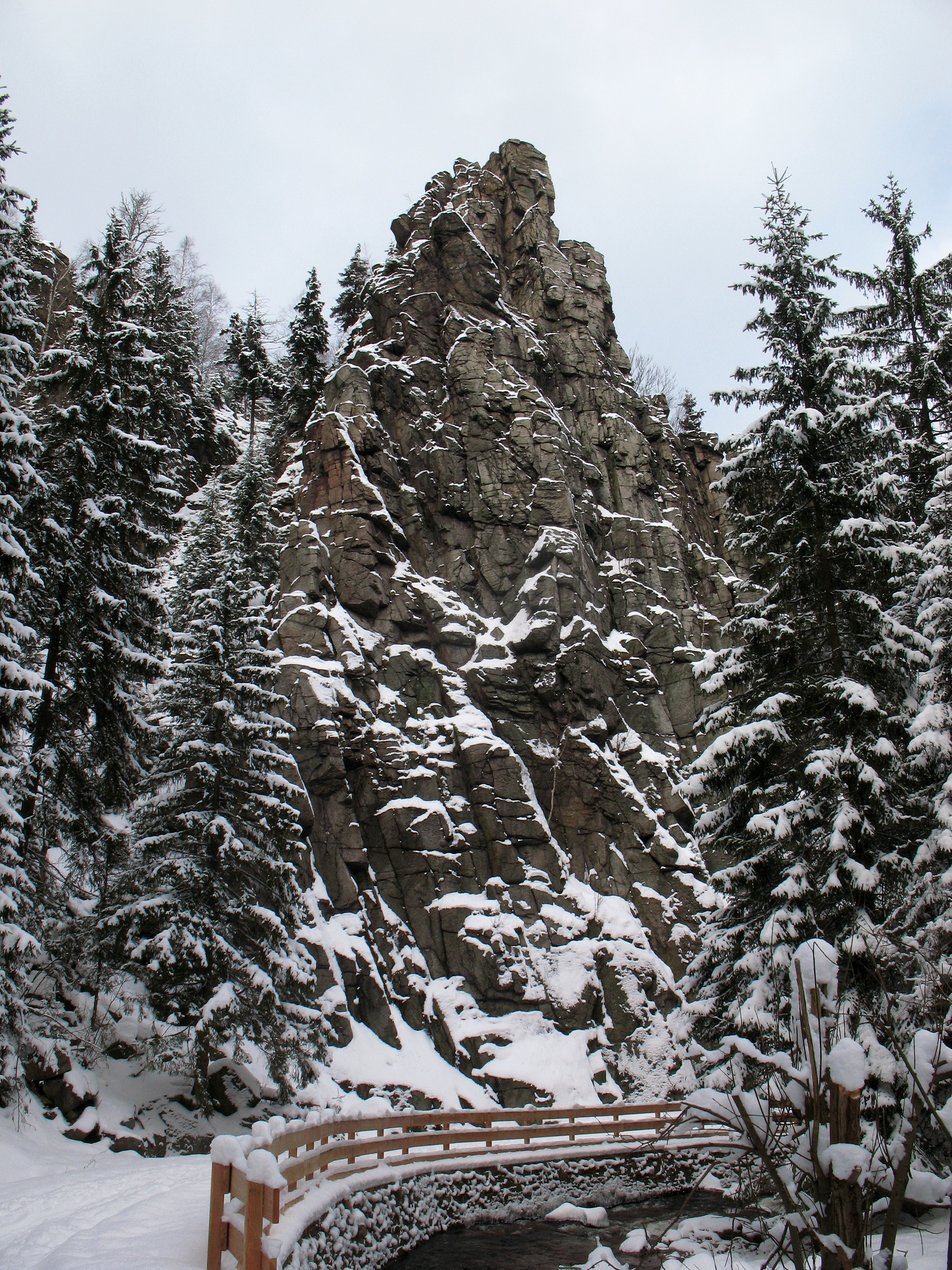
Der Nonnenfelsen im Schwarzwassertal

Wandern und Radfahren ist entlang des Flusses und des Grünen Grabens im Schwarzwassertal möglich.
Der Fluss eignet sich für Kanu- und Wildwasserfahrten. Die „klassische“ 10 km lange Strecke ohne Ausstieg zwischen Hinterer Grund und Pockau ist selbst bei relativ wenig Wasser fahrbar. Dagegen erfordern einige Kilometer anspruchsvollen Wildwassers zwischen Kühnhaide (Einsatzstelle) und Hinterer Grund hohe Wasserstände.
Angeln ist mit Erlaubnisschein im Abschnitt von Pobershau bis zur Mündung in die Flöha möglich. Die Hauptfischarten sind Regenbogenforellen, Bachforellen, Bachsaiblinge, Aale und verschiedene Weißfischarten.
Zwischen Kühnhaide und Pobershau werden mehrere Felsen für den Klettersport genutzt.

## Naturschutz
Seit 2011 ist ein Großteil ihres Tales zum Gebiet von gemeinschaftlicher Bedeutung "Tal der Schwarzen Pockau" bestimmt, also als natura 2000- oder FFH-Gebiet unter Schutz gestellt. Vom Floßteich bei Reitzenhain bis zur Mündung in die Flöha erstreckt sich das Schutzgebiet auf 720 Hektar entlang der Schwarzen Pockau und ihrer Nebengewässer wie Kroatenbach, Grüner Graben und Knesenbach. In ihm liegen das 2003 festgesetzte Naturschutzgebiet "Schwarzwassertal" und in Teilen von ihm die Europäischen Vogelschutzgebiete "Flöhatal" und "Erzgebirgskamm bei Satzung".

## Außergewöhnliche Hochwasser
- 5. Juli 1999 nach einem regionalen Unwetter
- 12. August 2002 im Zusammenhang mit den Hochwassern an der Elbe und ihren Nebenflüssen

## Weiteres
Für die Schwarze Pockau wurde früher der Name „Große Bockau“ oder „das schwarze Wasser“ verwendet, für die Rote Pockau der Name „die kleine Bockau oder das rothe Wasser“.